# José María Melo
José María Dionisio Melo y Ortiz (Chaparral, 9 ottobre 1800 – Messico, 1º giugno 1860) è stato un politico colombiano.
Comandante generale del dipartimento di Cundinamarca e capo dell'esercito colombiano, nel 1854 rovesciò il governo di José María Obando e divenne presidente della Colombia.
Sconfitto militarmente da José Hilario López, fu costretto all'esilio.